# バンクス (歌手)
バンクス（Banks）の名で知られるジリアン・バンクス（Jillian Banks、1988年6月15日 - ）は、アメリカのシンガーソングライター。

## 経歴
アメリカのカリフォルニア州ロサンゼルスで誕生する。15歳のときに歌を書き始める。複数の鍵盤楽器を独学で習得した。ローリン・ヒル、フィオナ・アップル等をよく聴いた。バンクスはSoundCloudのようなサイトを通じて音楽を一般に発表。『ビルボード』誌はファイストやエリカ・バドゥに近いと著す。バンクスはレコードレーベルGood Yearsと契約を果たす。最初の公式のシングルである「Before I Ever Met You」を2013年2月にリリースした。BBCラジオ1のDJゼーン・ロウがこのシングルをプレイした。レコードレーベルIamsound Records/Good Yearsで「Fall Over」や「Before I Ever Met You」といったシングルが収録された最初のEPである『Fall Over』を発表した。  
2013年にレコードレーベルHarvest Records / Good YearsからセカンドEPである『London』をリリースした。『London』はMetacriticで78スコアを獲得した。EP『London』からの楽曲「Waiting Game」はヴィクトリアズ・シークレットのコマーシャルで使用される。2013年後半、イギリスBBCが主催する毎年恒例の期待される新人アーティストを選ぶ「Sound of 2014」で第3位になった。iTunesの「New Artists for 2014」、SHAZAMの「2014 Artists To Watch」、『スピン』誌の「Album You Gotta Hear in 2014」、Spotifyの「Artists Under the Spotify Spotlight for 2014」といったリストにそれぞれ載った。2013年8月の『ヴォーグ』誌の「Artist of the week」、「ボストン・グローブ」紙、ハフィントン・ポストなどでそれぞれ紹介された。また、MTVの「Brand New Nominee」にノミネートされた。 2014年3月からイギリスを起点とするツアーを発表した。

## ディスコグラフィ

### アルバム
- 『ゴッデス』 - Goddess (2014年)
- The Altar (2016年)
- III (2019年)

### EP
- Fall Over (2013年)
- London (2013年)

### シングル
- "Warm Water"（2013年）
- "Waiting Game"（2013年）
- "Brain"（2014年）
- "Goddess"（2014年）
- "Drowning"（2014年）
- "Beggin for Thread"（2014年）
- "Better" (2015年)
- "Fuck With Myself" (2016年)
- "Gemini Feed" (2016年)
- "Mind Games" (2016年)

#### プロモーション・シングル
- "Change" (2014年)
- "Alibi" (2014年)

#### 客演参加
- チェット・フェイカー : "1998" (2015年)

## 日本公演
- 2014年
  - 8月16日：サマーソニック大阪 マウンテン・ステージ
  - 8月17日：サマーソニック東京 マウンテン・ステージ

- 2015年 The Goddess Tour　*初単独公演
  - 2月12日： 恵比寿LIQUIDROOM
  - 2月13日： 梅田AKASO